# Quercus venulosa
Quercus venulosa là một loài thực vật có hoa trong họ Cử. Loài này được Ashe miêu tả khoa học đầu tiên năm 1926.